# AS-202
AS-202 (ali SA-202) je bil podorbitalni preskus rakete nosilke Saturn IB in Komandno-servisnega modula v Nasinem Programu Apollo. Včasi se neuradno imenuje Apollo 3 (angleško Apolon 3). Odprava se je začela 25. avgusta 1966 in je trajala uro in pol.

## Cilji odprave
AS-202 je bil drugi preskusni polet rakete nosilke Saturn IB. V preskusu so želeli preskusiti raketo bolj kot v poletu AS-201, tako da so jo izstrelili višje. Polet je zaradi tega trajal dvakrat več časa. V preskusu so preskusili tudi Komandno-servisni modul (CSM-011) tako da so med poletom štirikrat vžgali motorje.